# Ореховчик
Ореховчик (укр. Орихівчик) — село в Подкаменской поселковой общине Золочевского района Львовской области Украины.
Население по переписи 2001 года составляло 315 человек. Почтовый индекс — 80674. Телефонный код — 3266.

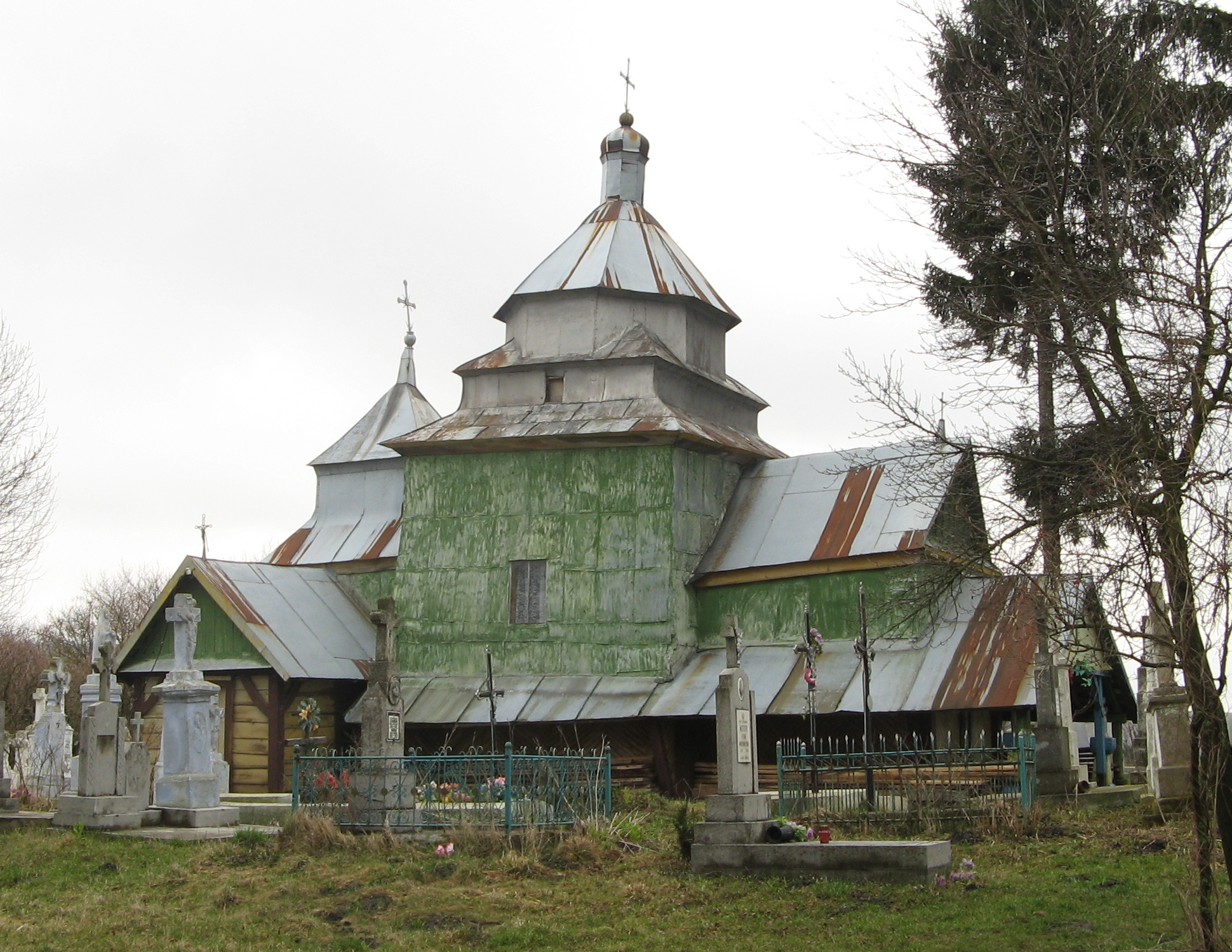
Церковь св. Дмитрия, 1775